# Gymnura zonura
The zonetail butterfly ray (Aetoplatea zonura) là một loài cá thuộc họ Gymnuridae. Nó được tìm thấy ở Ấn Độ, Indonesia, Singapore, và Thái Lan. Các môi trường sống tự nhiên của chúng là vùng biển mở, vùng biển nông, vùng biển dưới triều, và vùng nước cửa sông.